# Małowice Wołowskie
Małowice Wołowskie – stacja kolejowa w Małowicach w Polsce, w województwie dolnośląskim, w powiecie wołowskim, w gminie Wińsko. Według klasyfikacji PKP ma kategorię dworca lokalnego.

## Ruch pasażerski
| Rok  | Wymiana pasażerska na dobę |
| ---- | -------------------------- |
| 2017 | 100-149                    |
| 2022 | 100-149                    |